# 普里瓦
普里瓦（法語：Privas，法語發音：[pʁi.va]），法国东南部城市，奥弗涅-罗讷-阿尔卑斯大区阿尔代什省的一个市镇，同时也是该省的省会，下辖普里瓦区。普里瓦位于阿尔代什省中部，维瓦赖山区腹地，其市镇面积为12.14 平方千米平方公里，2022年1月1日年人口数量为8,552人，在法国城市中排名第1,261位。
普里瓦是法国本土人口数量最少的省会城市，也是法国本土唯一一个未通铁路的省会。

## 地名来源

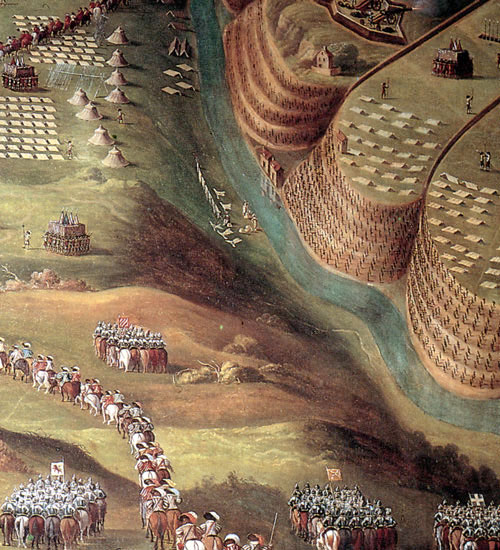
普里瓦战役

“普里瓦”一名来源于奥克语，意为“桥梁”，但关于该桥的具体描述则缺乏详细记载。

## 历史
普里瓦历史悠久，高卢时期为埃尔维安人的活动范围。中世纪时，普里瓦境内修建了圣托马教堂（Église Saint-Thomas），并由此出现了一个村落。宗教战争期间，胡格诺派占领了普里瓦，并将其建为重要据点。1629年，法兰西国王路易十三和枢机黎塞留率兵在普里瓦与新教徒展开了激烈的战斗，史称“普里瓦战役”。法国大革命后，普里瓦所在的维瓦赖地区组建为阿尔代什省，普里瓦因地理位置居中而成为省会。工业革命时期，普里瓦因铁路的建成而成为一个交通枢纽，但20世纪初因客流不足而关闭。

## 地理

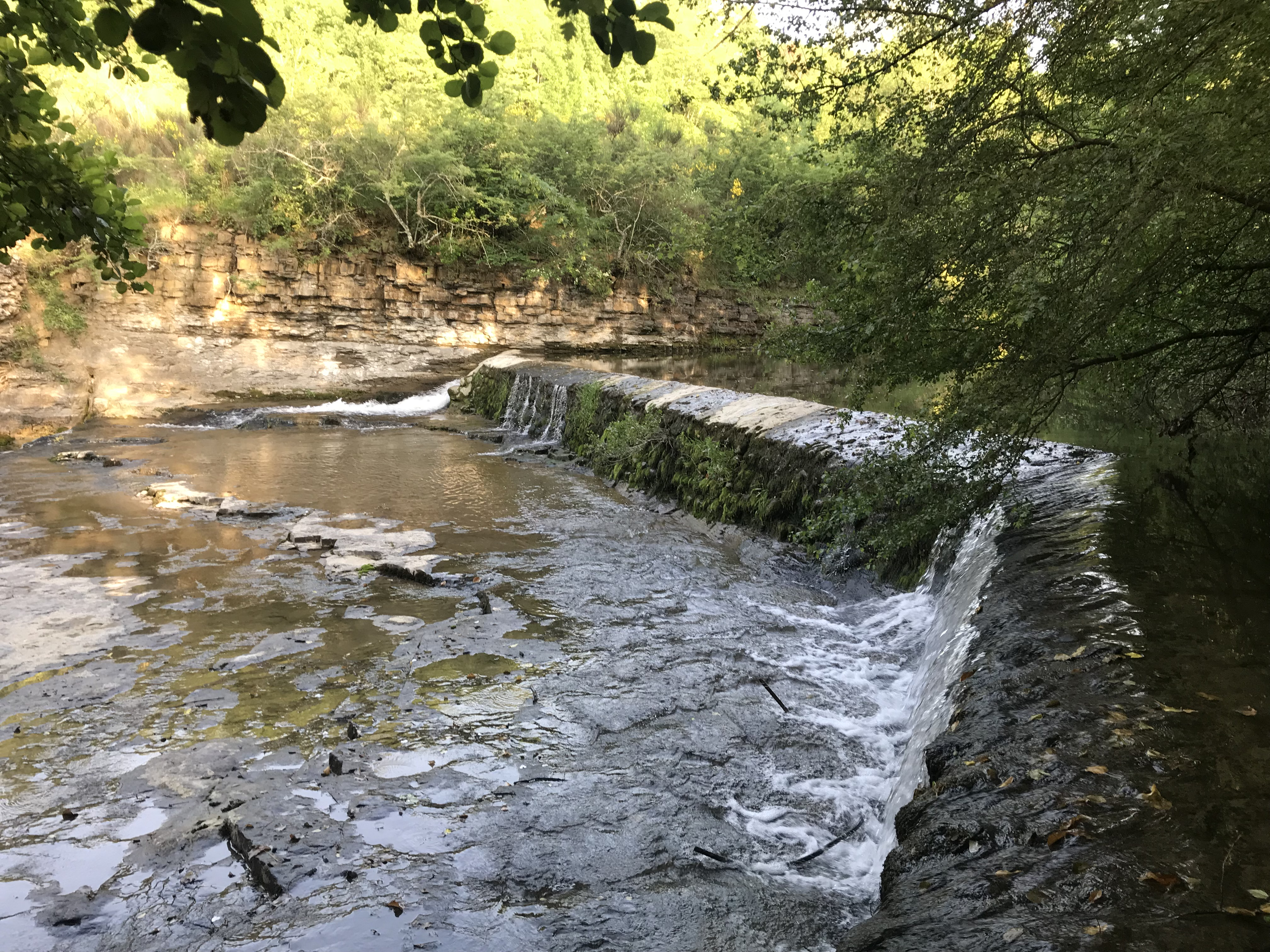
流经普里瓦的乌韦兹河 (阿尔代什河支流)

普里瓦位于法国东南部，奥弗涅-罗讷-阿尔卑斯大区南部和阿尔代什省中部，距离大区首府里昂大约142公里，距离法国首都巴黎约600公里。与普里瓦接壤的市镇包括：阿利萨斯、库克斯、弗雷瑟内、利亚斯、圣普列斯特、韦拉。

### 地形
普里瓦位于法国中央高原东部，维瓦赖山区腹地，境内以山地和丘陵为主，地势起伏较大，全境海拔在200到750米之间。

### 水文
罗讷河右岸二级支流乌韦兹河流经普里瓦境内。

### 气候
普里瓦在柯本气候分类法中属于带有山地特征的温带地中海气候，夏季偏热，日照充足，雨热不同期。
普里瓦市区东南部的绍梅拉克境内设有气象站，以下为该气象站的数据（其中日照数据取自蒙特利马尔）：
| 普里瓦1981年－2019年                               | 普里瓦1981年－2019年 | 普里瓦1981年－2019年 | 普里瓦1981年－2019年 | 普里瓦1981年－2019年 | 普里瓦1981年－2019年 | 普里瓦1981年－2019年 | 普里瓦1981年－2019年 | 普里瓦1981年－2019年 | 普里瓦1981年－2019年 | 普里瓦1981年－2019年 | 普里瓦1981年－2019年 | 普里瓦1981年－2019年 | 普里瓦1981年－2019年 |
| 月份                                               | 1月                  | 2月                  | 3月                  | 4月                  | 5月                  | 6月                  | 7月                  | 8月                  | 9月                  | 10月                 | 11月                 | 12月                 | 全年                 |
| -------------------------------------------------- | -------------------- | -------------------- | -------------------- | -------------------- | -------------------- | -------------------- | -------------------- | -------------------- | -------------------- | -------------------- | -------------------- | -------------------- | -------------------- |
| 历史最高温 °C（°F）                                | 20.9 (69.6)          | 22.5 (72.5)          | 25.9 (78.6)          | 28.7 (83.7)          | 33.1 (91.6)          | 37.1 (98.8)          | 38.2 (100.8)         | 40.1 (104.2)         | 33.5 (92.3)          | 28.8 (83.8)          | 22.1 (71.8)          | 20.1 (68.2)          | 40.1 (104.2)         |
| 平均高温 °C（°F）                                  | 7.9 (46.2)           | 9.7 (49.5)           | 14.0 (57.2)          | 17.0 (62.6)          | 21.5 (70.7)          | 25.5 (77.9)          | 28.7 (83.7)          | 28.1 (82.6)          | 23.5 (74.3)          | 18.2 (64.8)          | 11.9 (53.4)          | 8.4 (47.1)           | 17.9 (64.2)          |
| 日均气温 °C（°F）                                  | 4.1 (39.4)           | 5.3 (41.5)           | 8.8 (47.8)           | 11.5 (52.7)          | 15.7 (60.3)          | 19.4 (66.9)          | 22.1 (71.8)          | 21.6 (70.9)          | 17.7 (63.9)          | 13.6 (56.5)          | 8.1 (46.6)           | 5.0 (41.0)           | 12.7 (54.9)          |
| 平均低温 °C（°F）                                  | 0.2 (32.4)           | 0.9 (33.6)           | 3.5 (38.3)           | 6 (43)               | 9.8 (49.6)           | 13.3 (55.9)          | 15.4 (59.7)          | 15 (59)              | 11.9 (53.4)          | 8.9 (48.0)           | 4.2 (39.6)           | 1.5 (34.7)           | 7.6 (45.6)           |
| 历史最低温 °C（°F）                                | −20 (−4)             | −11.5 (11.3)         | −11.3 (11.7)         | −3.9 (25.0)          | −1 (30)              | 2.9 (37.2)           | 7.4 (45.3)           | 5.5 (41.9)           | 1 (34)               | −3.3 (26.1)          | −8.5 (16.7)          | −11.5 (11.3)         | −20 (−4)             |
| 平均降水量 mm（）                                  | 80.1 (3.15)          | 53.6 (2.11)          | 56.1 (2.21)          | 96.2 (3.79)          | 97.1 (3.82)          | 66 (2.6)             | 51.4 (2.02)          | 64.1 (2.52)          | 132.3 (5.21)         | 172.4 (6.79)         | 133.9 (5.27)         | 93.6 (3.69)          | 1,096.8 (43.18)      |
| 月均日照時數                                       | 104.9                | 134.5                | 200                  | 214.6                | 255.3                | 295.5                | 327.3                | 293.6                | 224.5                | 152.3                | 110.3                | 92.1                 | 2,404.9              |
| 来源：climat-data 其中日照数据取自蒙特利马尔气象站 |                      |                      |                      |                      |                      |                      |                      |                      |                      |                      |                      |                      |                      |

## 行政区划
普里瓦是法国奥弗涅-罗讷-阿尔卑斯大区阿尔代什省的一个市镇，编号为07186，它也是阿尔代什省的省会。普里瓦下辖普里瓦区，管理普里瓦县，同时也是普里瓦-中部阿尔代什城市圈公共社区的办公驻地。
法国国家统计与经济研究所（简称）在进行数据统计时，将普里瓦及相邻的另外5个市镇设为普里瓦城市核心区，并将包括核心区在内的周边共17个市镇划为普里瓦城市区。因为普里瓦市镇人口数量不足1万，将普里瓦市镇整体算作一个“块区”（IRIS），以统计人口分布情况。

## 交通

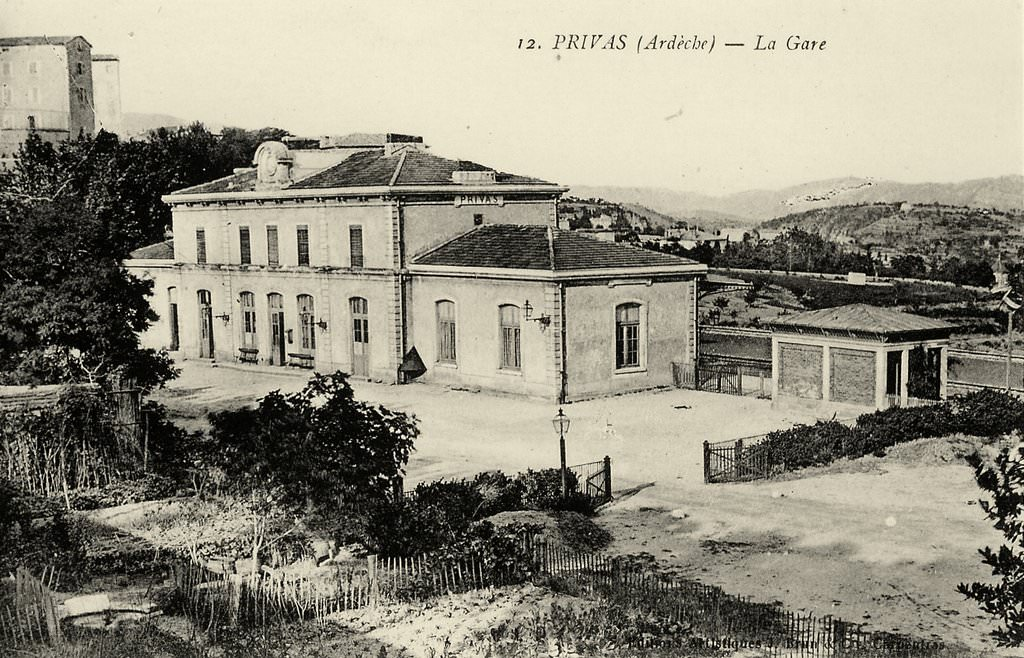
20世纪初的普里瓦火车站

### 公路
阿尔代什省省道D2线、D7线、D104线和D260线在普里瓦境内交汇，阿尔代什省城际客运提供前往阿诺奈、罗讷河畔图尔农等城市，同时提供校车线路可前往周边部分市镇。
2015年，64.6%的普里瓦家庭拥有至少一辆的私人汽车。
2016年，普里瓦境内共发生各类交通事故12起，造成1人遇难，17人受伤。

### 铁路
普里瓦是法国本土唯一一个没有铁路的省会城市，原铁路线已于1938年关闭。奥弗涅-罗讷-阿尔卑斯大区汽车客运提供前往瓦朗斯城站火车站和瓦朗斯高铁站的大巴车，车程约1小时。

### 航空
距离普里瓦最近的民用航空机场为里昂圣埃克絮佩里机场，车程约2小时。

### 城市公共交通
普里瓦城市公共交通（商业名称为）下属4条常规公交线路和多条校车线路，按照拉丁字母编号。

## 政治

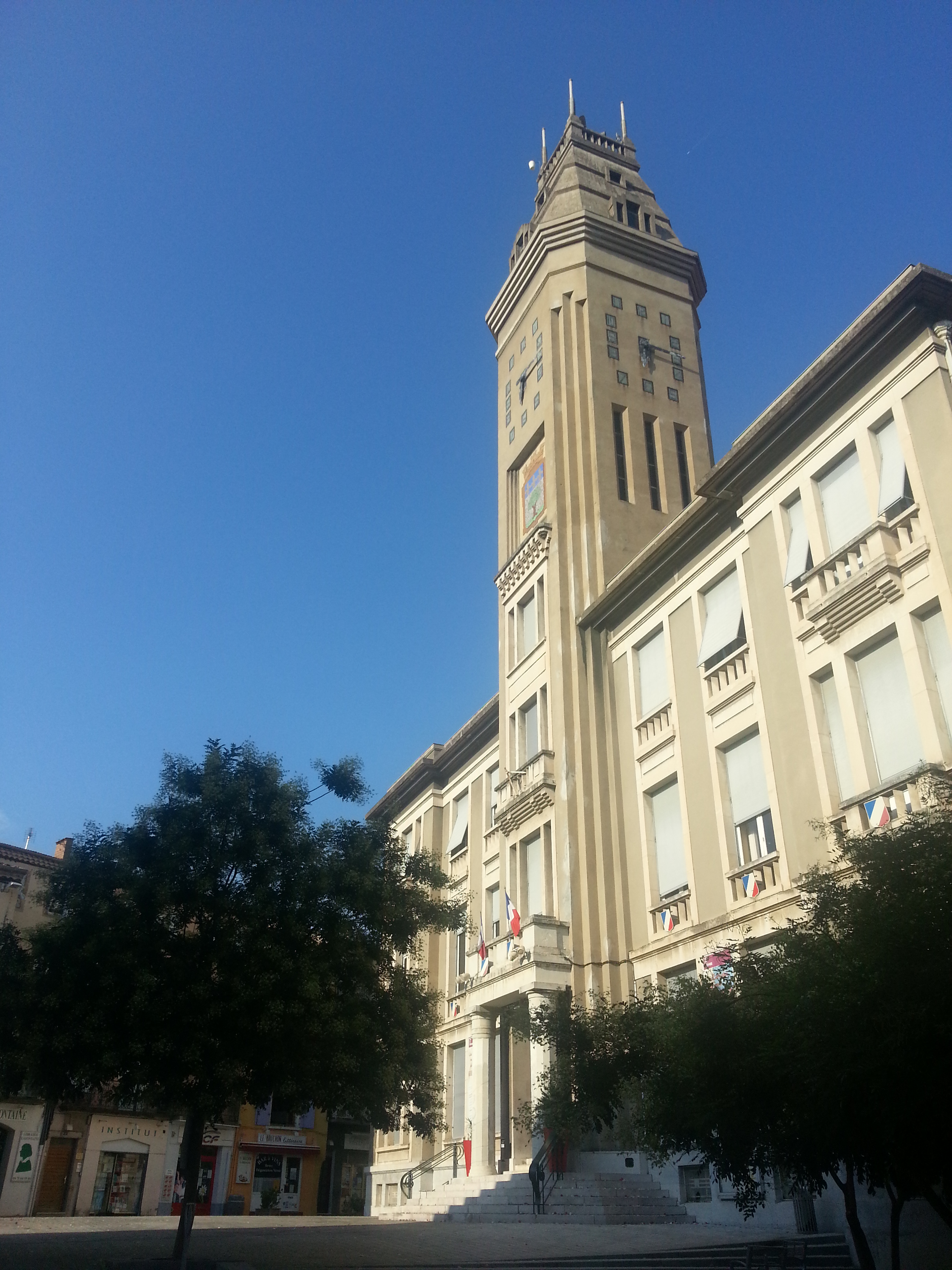
普里瓦市政厅

普里瓦的现任市长为米歇尔·瓦拉先生（Michel Valla），他在2014年的市政选举中获得了52.55%的支持率，在2020年的市政选举中则获得51.86%的支持率。
在2017年的法国总统大选中，法国第25任总统埃马纽埃尔·马克龙在普里瓦获得了69.98%的支持率。
| 普里瓦历届市长 |                  |                                    |
| 任期           | 市长             | 党派                               |
| 1947年－1965年 | 夏尔·古农        | RAD激进党                          |
| 1965年－1979年 | 皮埃尔-马里·沙艾 | DVD右翼无党派人士 →UDF法国民主联盟 |
| 1979年－2001年 | 阿梅代·安贝尔    | UDF法国民主联盟                    |
| 2001年－2006年 | 米歇尔·瓦拉      | UMP人民运动联盟                    |
| 2006年－2014年 | 伊夫·沙斯唐      | PS社会党                           |
| 2014年－       | 米歇尔·瓦拉      | DVD右翼无党派人士                  |

## 人口
2017年，普里瓦市镇人口数量为8,266，在法国排名第1,261位。其中男性3,831人，女性4,474人，75岁及以上人口占9.8%，外籍人口数量为513人，人口密度为681人/平方公里，当地居民被称为（男性）或（女性）。2018年，普里瓦境内出生100人，死亡人口99人。
| 年份   | 1936  | 1946  | 1954  | 1962  | 1968   | 1975   | 1982   | 1990   | 1999  | 2006  | 2011  | 2016  | 2017  |
| ------ | ----- | ----- | ----- | ----- | ------ | ------ | ------ | ------ | ----- | ----- | ----- | ----- | ----- |
| 人口數 | 7,733 | 7,407 | 7,558 | 8,663 | 10,080 | 10,808 | 10,345 | 10,080 | 9,170 | 8,681 | 8,369 | 8,321 | 8,266 |

尽管普里瓦是阿尔代什省的省会，但并不是该省人口最多的市镇，其人口数量少于同省的阿诺奈和欧布纳两座城市。

## 经济

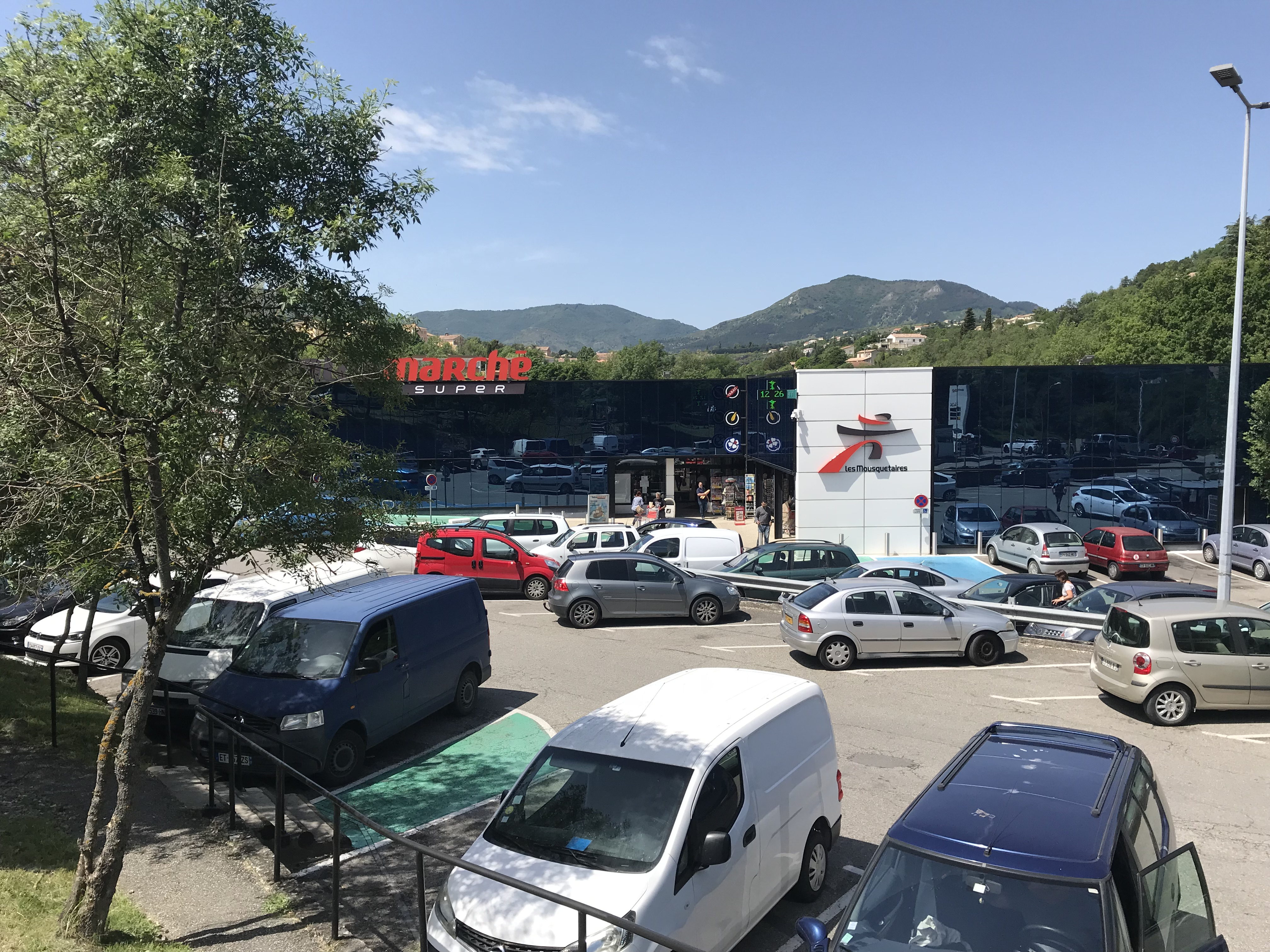
普里瓦的一处大型商场

普里瓦是阿尔代什省是省会和该省中部地区的一个中心城市，服务业为主要的经济部门，克莱蒙·福日耶食品是当地重要的地方企业。阿尔代什省工商会驻地位于普里瓦。

## 财政收入
2018年，普里瓦的财政收入总额为12,533,000欧元，财政支出总额为11,725,200欧元，当年的债务总额为20,789,100欧元。
2014年，普里瓦的人均收入总额为2,492欧元，其中高职人员为4,053欧元，普通职员为1,824欧元。
2016年，普里瓦境内的青壮年（15至64岁）失业率为18.2%，当地38.2%的家庭拥有纳税资格。

## 社会事务

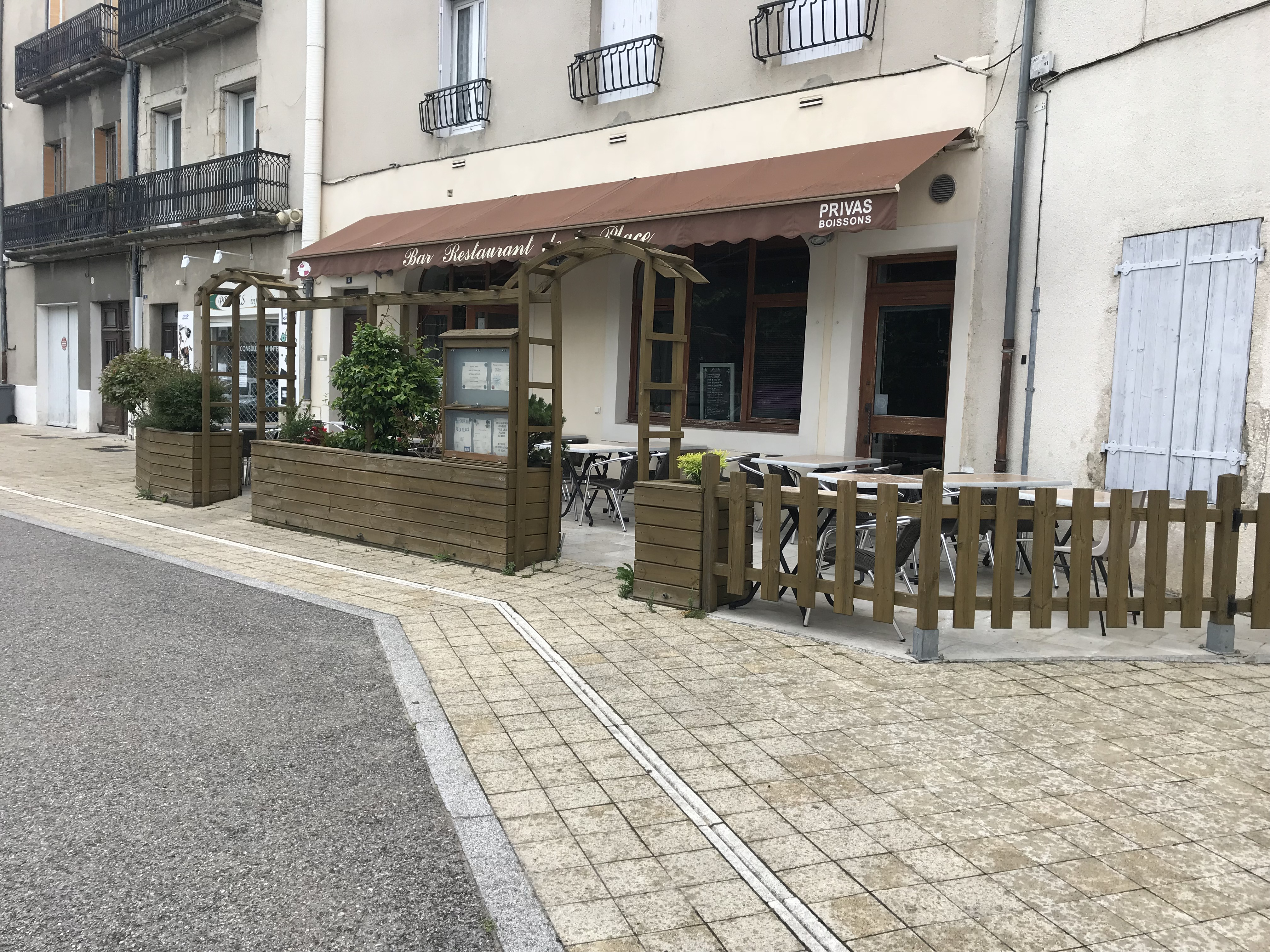
普里瓦市中心的一处餐厅

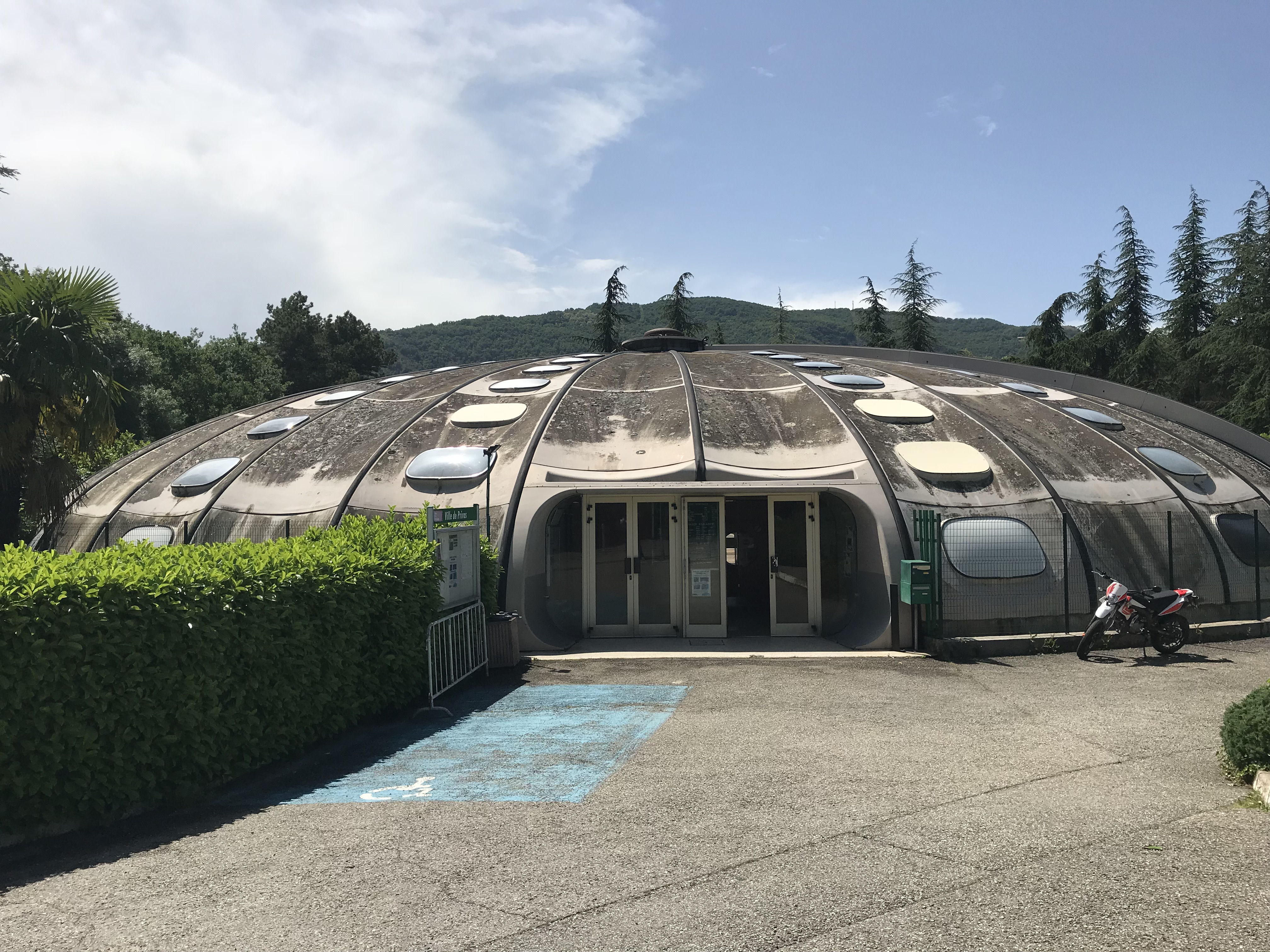
普里瓦游泳池

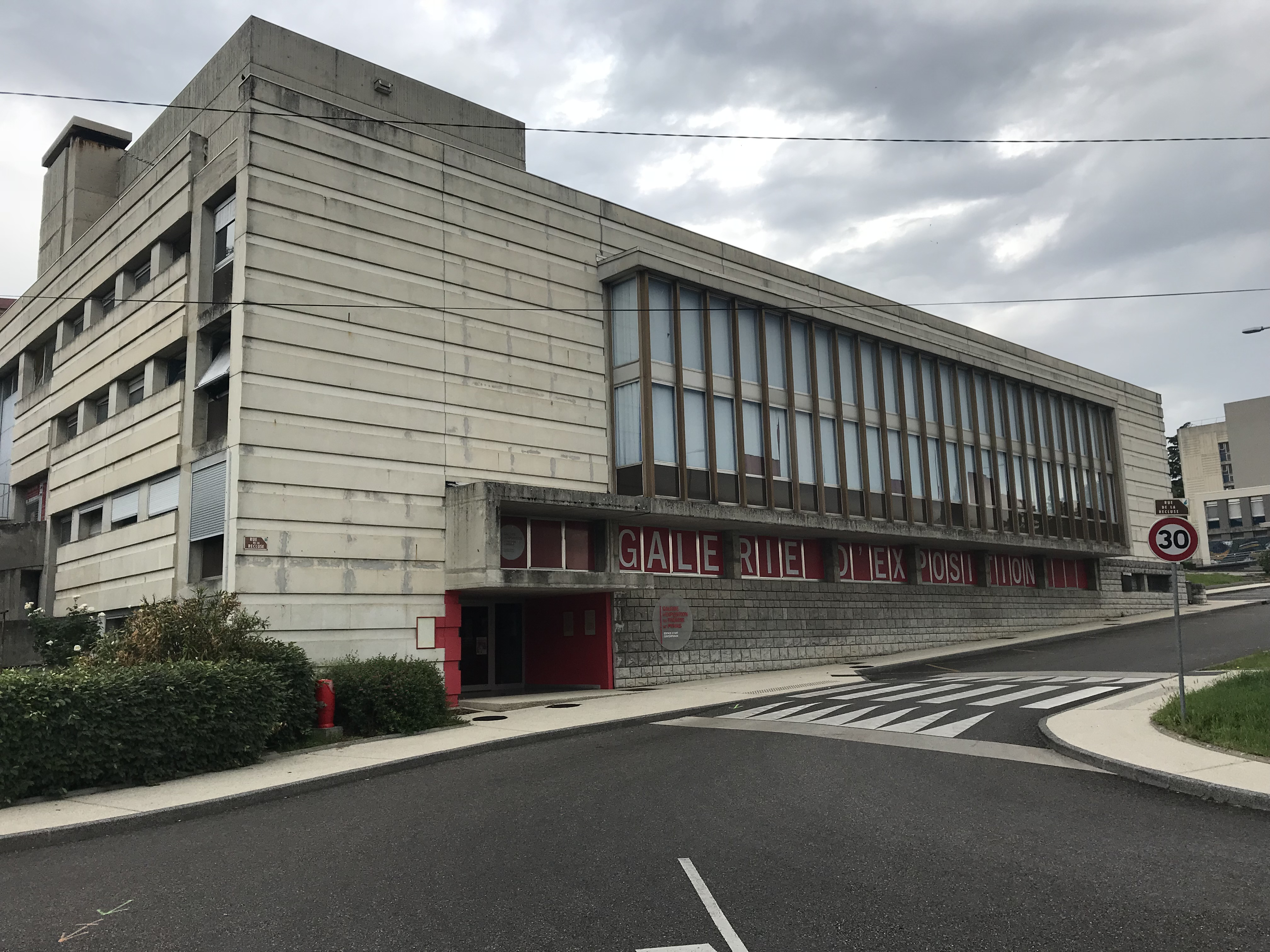
普里瓦会展中心

### 教育
普里瓦属于格勒诺布尔学区。截止2017年1月1日，普里瓦境内共有3所幼儿园、6所小学、2所初级中学、2所普通高中和1所职业高中。 2018至2019学年度，普里瓦境内共有学生2169名。

### 医疗
截止2017年1月1日，普里瓦境内共有全科医生11名、保健师11名、牙医13名、护士22名、眼科医生1名、皮肤科医生1名、助产士1名、儿科医生2名和妇科医生1名。境内共有药房6家，养老院2家，残疾人帮扶中心2家。
阿尔代什河谷中心医院（centre hospitalier des Vals d'Ardèche）成立于2006年，总部位于普里瓦市区，是当地规模最大的公立综合性医院。

### 住房
2015年，普里瓦境内共有各类住房5,043套，其中80.7%为常住房屋。

### 商业
2017年，普里瓦境内共有各类商铺590家，其中餐饮服务类259家。市区南部设有开放式商业街区。

### 体育
2017年，普里瓦境内共有2家游泳池、3间健身房、1座综合体育场、8处网球场、1处足球或橄榄球场以及4处篮球或排球场。

### 环境
普里瓦的环境事务由其所属的公共社区负责。2017年，普里瓦境内共有1污染企业。

### 治安
2014年，普里瓦及附近地区共发生各类案件620起，其中盗窃类案件347起，经济类案件81起，毒品交易类案件44起。

## 文化

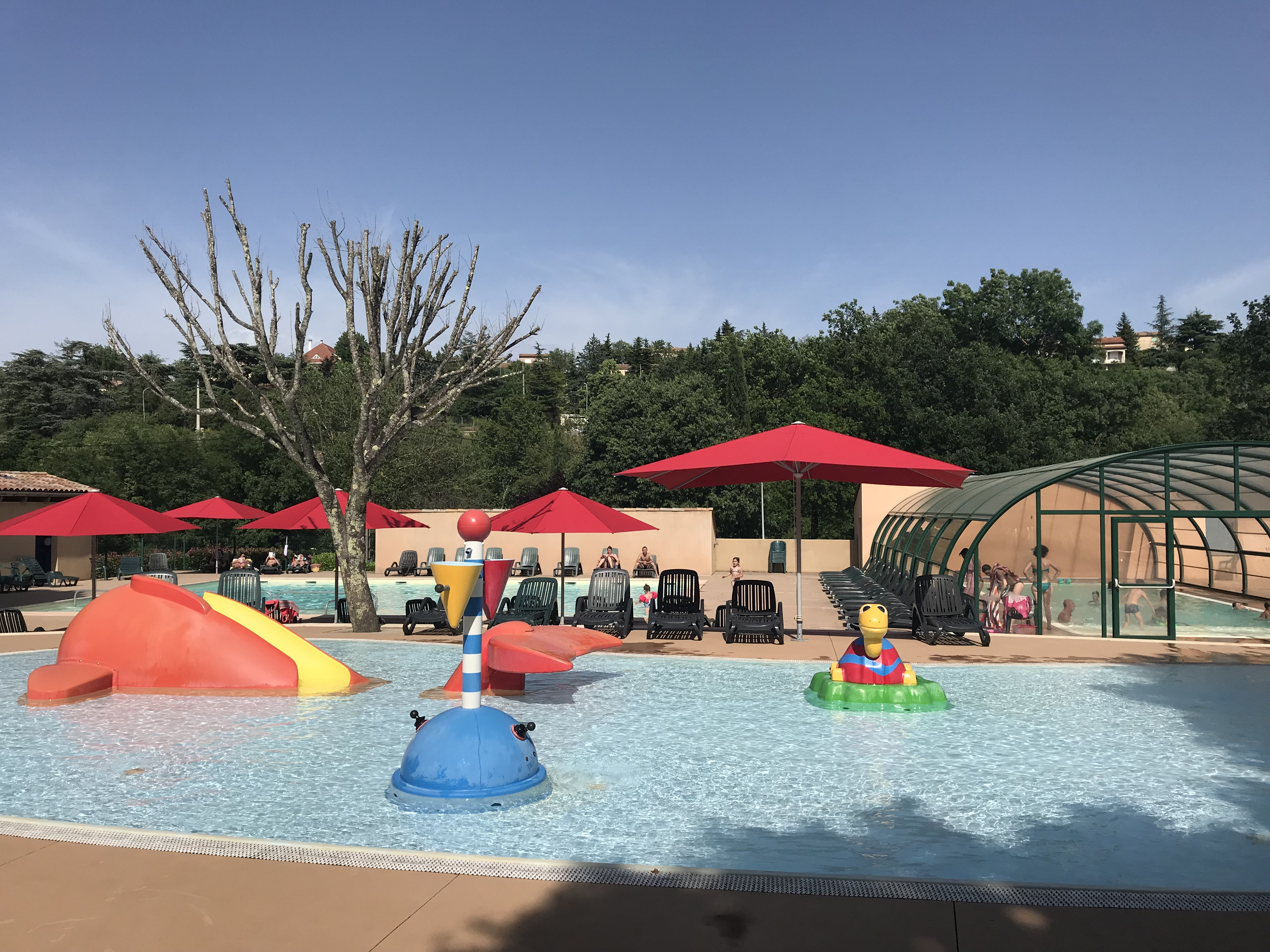
普里瓦的一处度假村

2017年，普里瓦境内共有1个剧场、1个电影院、1个博物馆和1个音乐厅。

### 旅游
普里瓦的主要旅游景点以历史建筑为主，同时普里瓦也是前往阿尔代什河谷自然风景区的一个中转站。2018年，普里瓦境内共有2个宾馆共计117间房间，另有1个露营地，可容纳共172辆露营车。

### 媒体
法国主要的媒体均可在普里瓦接收，法国电视三台下属的奥弗涅-罗讷-阿尔卑斯大区频道在部分时段播出普里瓦所属区域的地方新闻。

### 美食
比考顿干酪和糖渍栗子是当地代表性的地方性小吃。

## 友好城市
截至2020年4月，普里瓦共与四座城市互为友好城市关系：
- 義大利 托尔托纳
- 德国 魏尔堡
- 英国 韦瑟比
- 荷蘭 澤弗納爾